# Decma orlovi
Decma orlovi är en insektsart som beskrevs av Andrej Vasiljevitj Gorochov 2004. Decma orlovi ingår i släktet Decma och familjen vårtbitare. Inga underarter finns listade i Catalogue of Life.